# Lilla Bör
Der Lilla Bör ist ein See in der Gemeinde Årjäng in der schwedischen Provinz Värmland. Der See hat eine Größe von 0.94 Quadratkilometern und liegt 171,2 m ö.h. . Der See hat eine Küstenlänge von 5,35 Kilometern und wird vom Fluss Lillälven (Börkusälven) entwässert.